# 太宁 (后赵)
太宁（或作泰宁；349年）是十六国时期后赵政权后赵武帝石虎的第二个年号，共计1年。
四月石世即位沿用；四月石世即位沿用，五月石遵即位沿用，十一月石鑒即位沿用。350年改元青龍元年。

## 纪年
| 太宁 | 元年  |
| ---- | ----- |
| 公元 | 349年 |
| 干支 | 己酉  |

## 参看
- 中国年号索引
- 其他时期使用的太宁年号
- 同期存在的其他政权年号
  - 永和（345年-356年）：东晋皇帝晉穆帝司馬聃的年号
  - 建兴：前凉政权年号
  - 建国（338年十一月-376年）：代政权拓跋什翼犍年号